# Gao Jialing
Gao Jialing (4 ottobre 1993) è una pallavolista cinese.
Gioca nel ruolo di schiacciatrice ed opposto nello Shanghai Dong Hao Lansheng Nuzi Paiqiu Julebu.

## Carriera
La carriera di Gao Jialing inizia nel 2005, quando entra a far parte del settore giovanile dello Shanghai Sheng Paiqiu Dui, dove gioca per sei annate. Nella stagione 2011-12 viene promossa in prima squadra, esordendo nella Volleyball League A cinese e raggiungendo la finale scudetto, risultato ripetuto nel campionato 2014-15.